# اشتاینفورت
شهر اشتاینفورت (به آلمانی: Steinfurt) در ایالت نوردراین-وستفالن در کشور آلمان واقع شده‌است.